# Saison 6 de Stargate SG-1
Chronologie
Saison 5 Saison 7
Cet article présente le guide des épisodes de la sixième saison de la série télévisée Stargate SG-1.

## Distribution
- Richard Dean Anderson : Colonel Jack O'Neill
- Corin Nemec : Jonas Quinn
- Amanda Tapping : Major Samantha Carter
- Christopher Judge : Teal'c
- Don S. Davis : Major-Général George Hammond

## Épisodes

### Épisode 1:Rédemption (1/2)
- États-Unis : 7 juin 2002

- Tony Amendola (Bra'tac)
- Christopher Kennedy (Capitaine Larry Murphy)
- David Hewlett (Dr Rodney McKay)
- Garry Chalk (Colonel Chekov)
- Neil Denis (Rya'c)
- Gary Jones (Sergent Walter Harriman)
- David Palffy (Anubis)
- Ivan Cermak (Capitaine Hagman)
- Tobias Mehler (Lieutenant Graham Simmons)

### Épisode 2:Rédemption (2/2)
- États-Unis : 14 juin 2002

- Tony Amendola (Bra'tac)
- Christopher Kennedy (Capitaine Larry Murphy)
- David Hewlett (Dr Rodney McKay)
- Garry Chalk (Colonel Chekov)
- Neil Denis (Rya'c)
- Gary Jones (Sergent Walter Harriman)

### Épisode 3:Réunion
- États-Unis : 21 juin 2002

- Carmen Argenziano (Général Jacob Carter/Selmak)
- Colin Cunningham (Major Paul Davis)
- Gary Jones (Sergent Walter Harriman)
- John Shaw (Dr Friesen)
- Peter DeLuise (Lieutenant de Vaisseau Dagwood)

### Épisode 4:Prisonnière des glaces
- États-Unis : 28 juin 2002

- Venus Terzo (Dr Francine Michaels)
- Bruce Harwood (Dr Osbourne)
- Paul Perri (Dr Woods)
- Dorian Harewood (Thoran)
- Ona Grauer (Ayiana)
- Gary Jones (Sergent Walter Harriman)
- Teryl Rothery (Dr Janet Fraiser)

### Épisode 5:L'Expérience secrète
- États-Unis : 12 juillet 2002

- Blu Mankuma (Sheriff Knox)
- Vincent Gale (Agent Cross)

### Épisode 6:Abysse
- États-Unis : 19 juillet 2002

- Dorian Harewood (Conseiller Thoran)
- Cliff Simon (Ba'al)
- Gary Jones (Sergent Walter Harriman)
- Michael Shanks (Daniel Jackson)
- Teryl Rothery (Dr Janet Fraiser)
- Ulla Friis (Shallan)

### Épisode 7:Résistance
- États-Unis : 26 juillet 2002

- Dean Stockwell (Dr Kieran)
- Joel Swetow (Premier ministre Valis)
- Doug Abrahams (Commandeur Hale)
- Gillian Barber (Ambassadeur Dreylock)
- Gary Jones (Sergent Walter Harriman)
- Teryl Rothery (Dr Janet Fraiser)

### Épisode 8:Acte de bravoure
- États-Unis : 2 août 2002

- Patrick McKenna (Dr Jay Felger)
- John Billingsley (Dr Simon Coombs)
- Randy Schooley (Dr Meyer)
- Adam Harrington (Seigneur Khonsu)
- Michael Adamthwaite (Primat Her'ak)
- Gary Jones (Sergent Walter Harriman)

- Apparition de John Billingsley, célèbre notamment pour avoir joué le rôle du Dr Phlox dans Star Trek : Enterprise.
- Premier épisode où Teal'c surnomme O'Neill  « mon colonel ».

### Épisode 9:L'union fait la force
- États-Unis : 9 août 2002

- Carmen Argenziano (Général Jacob Carter/Selmak)
- Tony Amendola (Bra'tac)
- Obi Ndefo (Rak'nor)
- Peter Stebbings (Malek)
- Link Baker (Artok)
- Rob Lee (Major Ben Pierce)
- Teryl Rothery (Dr Janet Fraiser)
- Dan Payne (Ashrak)

### Épisode 10:La Reine
- États-Unis : 16 août 2002

- Peter Stebbings (Malek)
- Malcolm Stewart (Dollen)
- Gwynyth Walsh (Kelmaa/Reine Egeria)
- Allison Hossack (Zenna Valk)
- Daryl Shuttleworth (en) (Commandeur Tegar)
- Teryl Rothery (Dr Janet Fraiser)

### Épisode 11:Prométhée (1/2)
- États-Unis : 23 août 2002

- Colin Cunningham (Major Paul Davis)
- John de Lancie (Colonel Frank Simmons)
- Kendall Cross (Julia Donovan)
- George Wyner (Al Martell)
- Ian Tracey (Smith)
- Enid-Raye Adams (Jones)

### Épisode 12:Évolution (2/2)
- Royaume-Uni : 4 décembre 2002
- États-Unis : 10 janvier 2003

Andy Mikita
- Adaptation : Brad Wright

- Ian Buchanan (Numéro Un)
- Patrick Currie (Numéro Cinq)
- Gary Jones (Sergent Walter Harriman)
- Tahmoh Penikett (Numéro Trois)

### Épisode 13:Hallucinations
- Royaume-Uni : 11 décembre 2002
- États-Unis : 17 janvier 2003

Peter F. Woeste
- Adaptation : Damian Kindler

- Jody Racicot (Vernon Sharpe)
- Gary Jones (Sergent Walter Harriman)
- Teryl Rothery (Dr Janet Fraiser)

### Épisode 14:Écrans de fumée
- Royaume-Uni : 18 décembre 2002
- États-Unis : 24 janvier 2003

Peter DeLuise
- Adaptation : Joseph Mallozzi et Paul Mullie

- Colin Cunningham (Major Paul Davis)
- Peter Flemming (Agent Malcolm Barrett)
- Ronny Cox (Sénateur Kinsey)
- Teryl Rothery (Dr Janet Fraiser)
- Peter Kelamis (Dr Brent Langham)
- Jon Cuthbert (Agent Mark Devlin)
- John Mann (Luthor)
- James Michalopoulos (Léo)

### Épisode 15:Paradis perdu
- Royaume-Uni : 8 janvier 2003
- États-Unis : 31 janvier 2003

- Tom McBeath (Harry Maybourne)
- Bill Dow (Dr Bill Lee)
- Gary Jones (Sergent Walter Harriman)

### Épisode 16:Métamorphose
- Royaume-Uni : 15 janvier 2003
- États-Unis : 7 février 2003

Peter DeLuise
- Adaptation : James Tichenor

- Jacqueline Samuda (Nirrti)
- Alex Zahara (Eggar)
- Dion Johnstone (Wodan)
- Raoul Ganeev (Lieutenant-Colonel Sergei Ivanov)
- Gary Jones (Sergent Walter Harriman)
- Teryl Rothery (Dr Janet Fraiser)

### Épisode 17:Secret d'État
- Royaume-Uni : 22 janvier 2003
- États-Unis : 14 février 2003

- Colin Cunningham (Major Paul Davis)
- Garry Chalk (Colonel Chekov)
- Ronny Cox (Sénateur Kinsey)
- François Chau (Ambassadeur de Chine)
- Martin Evans (Ambassadeur du Royaume-Uni)
- Paul Batten (Ambassadeur de France)

### Épisode 18:Les Rescapés
- Royaume-Uni : 29 janvier 2003
- États-Unis : 21 février 2003

- Martin Cummins (Aden Corso)
- Dion Johnstone (Capitaine Warrick Trevor)
- Sarah Deakins (Tanis Reynard)
- David Paetkau (Lyle Pender)
- Rob Lee (Major Ben Pierce)

### Épisode 19:La Porte des rêves
- Royaume-Uni : 5 février 2003
- États-Unis : 28 février 2003

- Tony Amendola (Bra'tac/Brat)
- Carmen Argenziano (Jacob Carter)
- Musetta Vander (Shann'auc/Shauna)
- Peter Williams (Apophis)
- Michael Shanks (Daniel Jackson)
- Teryl Rothery (Dr Janet Fraiser)

### Épisode 20:En quête du passé
- Royaume-Uni : 12 février 2003
- États-Unis : 7 mars 2003

- Robert Foxworth (Président Ashwan)
- John Novak (Colonel William Ronson)
- Miguel Fernandes (Commandant Kalfas)
- Ingrid Kavelaars (Major Erin Gant)
- Alex Diakun (Tarek Salomon)

### Épisode 21:La Prophétie
- Royaume-Uni : 19 février 2003
- États-Unis : 14 mars 2003

- Thomas Kopache (Ellori)
- Victor Talmadge (Seigneur Mot)
- Tom Scholte (Chazen)
- Gary Jones (Sergent Walter Harriman)
- Rob Lee (Major Ben Pierce)
- Teryl Rothery (Dr Janet Fraiser)

### Épisode 22:Pacte avec le diable
- Royaume-Uni : 19 février 2003
- États-Unis : 21 mars 2003

- Alexis Cruz (Skaara)
- Gary Jones (Sergent Walter Harriman)
- Michael Shanks (Daniel Jackson)
- David Palffy (Anubis)
- Vince  Crestejo (Yu-Huang Shang Ti)

Sur Abydos Ska’ra dit qu’Anubis va bientôt les attaquer. Daniel Jackson qui a été « élevé » dans l’univers des Anciens lui apparaît et lui dit qu’ils ne seront plus seuls désormais dans ce combat.
Ensuite sur terre au SGC, Jack O'Neill prend l'ascenseur qui s'arrête et Daniel Jackson lui parle dans son dos. O’Neill se retourne et Jackson lui dit qu'Anubis est en train d'attaquer Abydos parce qu’il veut à tout prix récupérer l’œil de Râ qui se trouve dans la pyramide de Râ sur Abydos pour devenir ensuite le grand maître des Goa’ulds, et qu'il détruira Abydos après. Mais Daniel Jackson, après avoir été élevé dans l'univers des Anciens par Oma Desala est devenu très puissant, il lui dit cependant dit qu'il ne peut pas aider SG1 dans cette bataille parce que cela ne lui est pas permis d’intervenir. 
En salle de débriefing Au SGC après, O'Neill raconte cette histoire qui est confirmée aussi par Teal’c qui dit qu'en effet il a reçu cette même information de Daniel Jackson. Le général Hammond accepte que SG1, avec le colonel O’Neill, le major Carter, Teal’c et Jonas, parte sur Abydos.
Arrivés sur Abydos ensuite et dans les catacombes de la pyramide de Râ, SG1 part guidé par Skar'a la recherche de l'œil de Râ jusque dans une pièce secrète cachée où SG1 trouve cette pièce seulement avec l'aide de Daniel Jackson qui réapparaît tout de blanc vêtu. Daniel y découvre une tablette des Anciens qui parle d'une cité mystérieuse qui déchiffrée ensuite par Jonas à qui il la donne, donnera la clé aux terriens d'une arme très puissante contre les Goa’ulds. Finalement SG1 récupère ce sixième joyau que cherche Anubis afin de devenir le maître incontesté des Goa’ulds car il a déjà les cinq pierres sacrées en sa possession.
Un grand vaisseau Goa’uld arrive sur Abydos avec tous les vaisseaux d’attaque d’Anubis qui forcent SG1 et les Abydossiens à se réfugier dans la pyramide de Râ. Puis les jaffas avec He’rak en tête qui est le primat d’Anubis les attaquent de toute part. He’rak demande ensuite à O'Neil de lui donner l’œil de Râ mais ce dernier a mis une charge de plastique dessous et il menace de faire exploser le joyau que réclame Anubis. Her’ak part prévenir Anubis de cette situation et il revient ensuite avec ses jaffas pour attaquer SG1 et les Abydossiens. Dans le combat Scar’a est touché mortellement par une lance goa’uld et il disparaît subitement dans un éclair de lumière blanche en laissant ses vêtements au sol. Pour O’Neill Skar’a vient d’être « élevé » mystérieusement.
Anubis paraît ensuite et sa flotte est entourée de celles de toutes les autres flottes spatiales des autres maîtres Goa’ulds avec Yu à leur tête qui demande ensuite à O’Neil de leur donner l’œil de Râ pour vaincre Anubis. Mais Anubis dit à O’Neil que s'il fait cela il mourra ou sinon qu’il lui donne le joyau et il épargnera Abydos ensuite. Daniel Jackson  réapparaît et dit à O'Neill d'accepter de donner l’œil de Râ à Anubis avec qui il a pris cet accord pour qu’Anubis épargne Abydos après. Jack O'Neill qui doute cependant de la promesse d’Anubis remet à He’rak le joyau que le primat rapporte à son maître Anubis qui achève de compléter le collier des six joyaux qui le rend invincible et dont il équipe les armes de son vaisseau avec lesquelles il détruit toute la flotte des vaisseaux de Yu qui doit se replier.
Anubis s'apprête ensuite à détruire Abydos malgré la promesse qu'il a faite à Daniel Jackson qui apparaît devant lui en devenant un être de pure lumière d'énergie.  Mais le masque noir d'Anubis est ensuite remplacé par un être d'énergie blanche car Anubis a été en partie « élevé » dans l’univers des Anciens et Daniel Jackson l’ignorait. Daniel Jackson veut continuer de lutter contre Anubis mais il ne le peut pas et il disparaît brusquement dans un bref éclair de lumière blanche. 
SG1 rentre ensuite sur terre par la porte des étoiles d’Abydos et une explosion retentit puis une très grande force heurte l’iris de la porte qui s’est refermée derrière. Anubis a ensuite rompu sa promesse et il a détruit Abydos avec la pyramide de Râ et les Abydossiens tandis que l'équipe de SG1 a juste eu le temps de revenir sur terre. 